# Nelly Rodi
Ne doit pas être confondu avec NellyRodi.
Nelly Rodi, née Bruhin le 16 février 1918 à Saint-Gall (Suisse) et morte le 15 avril 2004 à Aubergenville (France), est une femme politique française, maire puis sénatrice. Elle s'installe durant douze ans en Algérie à partir de 1947 puis arrive à Angers. 
Elle entre au conseil municipal d'Aubergenville en 1965 puis y devient maire « divers droite » six ans plus tard ; trois mandats s'enchaîneront. Elle est la mère de Nelly-Claire Rodi qui fonde l'agence de style NellyRodi en 1985.

## Détail des fonctions et des mandats
Mandat parlementaire
- 28 septembre 1986 - 1er octobre 1995 : Sénatrice RPR des Yvelines[1].